# Gieorgij Kajsynow
Gieorgij Kajsynow (ur. 23 lipca 1971) – rosyjski i od 1998 roku uzbecki zapaśnik walczący w stylu wolnym. Dwukrotny uczestnik mistrzostw świata; jedenasty w 1998. Szósty na mistrzostwach Europy w 1996 i drugi na igrzyskach azjatyckich w 1998. Srebrny medal na mistrzostwach Azji w 1999. Drugi w Pucharze Świata w 1992 roku.